# Bulbophyllum subtrilobatum
Bulbophyllum subtrilobatum är en orkidéart som beskrevs av Rudolf Schlechter. Bulbophyllum subtrilobatum ingår i släktet Bulbophyllum och familjen orkidéer. Inga underarter finns listade i Catalogue of Life.